# Sopwith Camel

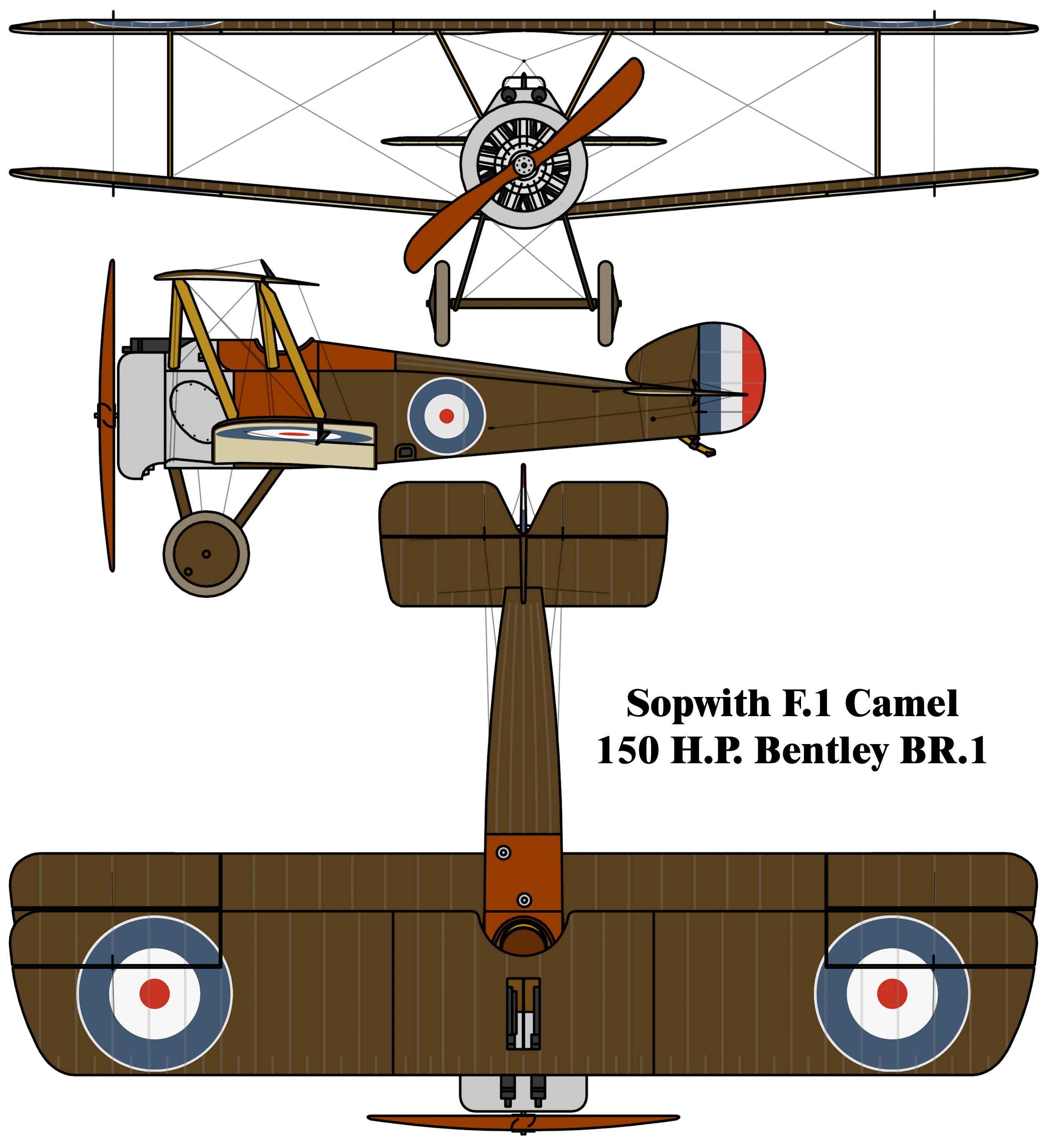
Drie aanzichten van de Camel F.1

De Sopwith Camel Scout was een Brits eenpersoons jachtvliegtuig uit de Eerste Wereldoorlog, beroemd om zijn wendbaarheid. Het was ontworpen en geproduceerd door de Sopwith Aviation Company.

## Geschiedenis
Hij was aanvankelijk bedoeld als de vervanger van de Sopwith Pup. Het eerste prototype vloog op 22 december 1916. De kap over de twee 7,7mm-Vickers-mitrailleurs zorgde voor een bult vóór de cockpit, waardoor hij de naam Camel kreeg (wat ook dromedaris kan betekenen). De Camel werd in juni 1917 in dienst genomen door de Royal Flying Corps en de Royal Naval Air Service.
In tegenstelling tot de Pup en de Triplane was de Camel niet comfortabel om te vliegen. Het toestel had een sterk gyroscopisch effect door de rotatiemotor en was daardoor erg gevaarlijk als lestoestel. Het kon door dit effect scherp naar rechts draaien (waarbij de neus naar beneden drukte), maar traag naar links (met de neus naar boven drukkend). Hierdoor moest het richtingsroer altijd naar links worden ingedrukt bij het draaien. Bij het opstijgen stortten veel toestellen neer vanwege het verschoven zwaartepunt van de Camel door de volle brandstoftank, en ook de landing ging vaak mis. Het overtrekken van de Camel resulteerde direct in een heftige spin.
In de handen van behendige piloten bleek de Camel echter een van de beste geallieerde vliegtuigen uit de Eerste Wereldoorlog. Samen met de SE5a konden de Britten met dit toestel luchtoverwicht bereiken ten koste van de Duitse Albatros-toestellen. Met Camels werden 1294 vijandelijke toestellen neergehaald, meer dan met andere geallieerde jagers. Een van de slachtoffers was Manfred von Richthofen, hij werd op 21 april 1918 neergeschoten door kapitein Roy Brown in een Sopwith Camel.
De meest succesvolle Camel-vlieger was majoor William Barker die er vanaf september 1917 tot september 1918 in totaal 46 vliegtuigen en Drachen (kabelballonnen) mee neerhaalde, tijdens in totaal 404 vlieguren. Barker hield de klok van het toestel als aandenken na het ontmantelen van het vliegtuig, hoewel hem was gevraagd deze de volgende dag terug te brengen.
In alle versies zijn er tussen de 5490 en 5900 exemplaren gemaakt. Sopwith Aviation heeft er zelf 503 gebouwd en verder waren Boulton & Paul Ltd (1625 toestellen) en Ruston, Proctor & Co. Ltd (1575) de twee belangrijkste fabrikanten. Andere fabrikanten waren ook betrokken bij de productie.
De Camel bleef in functie tot januari 1920 en was daarmee slechts drie jaar in actieve dienst.

## Uitvoeringen
Er zijn verschillende rotatiemotoren gebruikt voor de Camel.
- 97 kW Clerget 9B Rotary
- 104 kW Clerget 9Bf Rotary
- 82 kW Le Rhône 9J Rotary
- 112 kW Bentley BR1 Rotary
- 75 kW Gnome Monosoupape 9B-2 Rotary
- 112 kW Gnome Monosoupape 9N Rotary

Er waren vier belangrijke versies:
- Sopwith Camel F.1, een eenzitter-gevechts- en verkenningstoestel en dit was de belangrijkste productieversie
- Sopwith Camel 2F.1, een vliegdekvariant, gevechts- en verkenningstoestel
- Sopwith Camel 'Comic' Night Fighter, hierbij was de pilotenzetel naar achteren geplaatst, en deze versie werd voornamelijk gebruikt als verdedigingstoestel tegen zeppelin-bombardementen.
- F.1/1, een versie met kleinere vleugels.
- T.F.1, een experimenteel toestel gebouwd om loopgraven te beschieten. Hiervoor waren de mitrailleurs naar beneden gericht en kreeg het een zwaardere bepantsering.

## Landen in dienst
- Australië (AFC)
- België
- Canada
- Estland
- Griekenland
- Letland
- Litouwen
- Nederland
- Polen
- Verenigd Koninkrijk (RAF, RFC, RNAS) (1917)
- Verenigde Staten

## Trivia
- Er zijn slechts zeven originele Sopwith Camels wereldwijd overgebleven. Eén ervan is te vinden in de Verenigde Staten in het Aerospace Education Center in Little Rock, een andere in het Air Force Museum in Dayton. Een gerestaureerd exemplaar is in Europa te vinden in het luchtvaartmuseum in Brussel.
- De stripfiguur Snoopy (een fictieve hond uit de Amerikaanse stripreeks Peanuts door Charles M. Schulz) vliegt in een Sopwith Camel. Een bekende dagdroom van Snoopy is dat hij zich inbeeldt de Vliegende aas te zijn in zijn Sopwith Camel die tijdens de Eerste Wereldoorlog strijdt tegen Manfred von Richthofen.
- Ook de fictieve Britse piloot Biggles vliegt tijdens de Eerste Wereldoorlog in een Sopwith Camel.

## Vergelijkbaar jachtvliegtuig
- Fokker Dr.I
- Sopwith Triplane